# Willem Bilderdijk
Pour les articles homonymes, voir Bilderdijk.

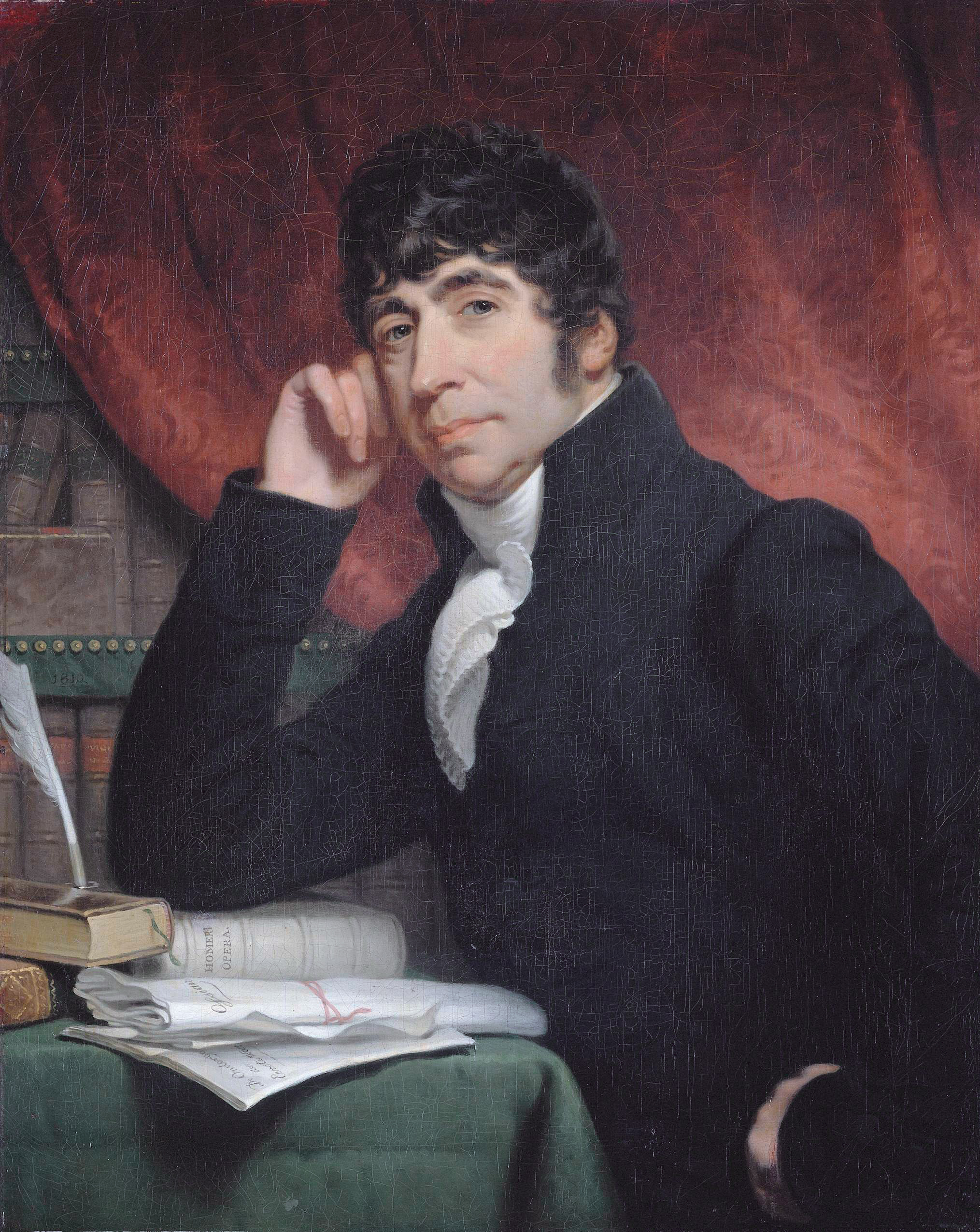
Willem Bilderdijk

Willem Bilderdijk, né le 7 septembre 1756 à Amsterdam, mort le 18 décembre 1831 à Haarlem, poète hollandais, que ses compatriotes placent à côté de Goethe et de Lord Byron.

## Biographie
Avocat, attaché à la maison d'Orange, il émigre en 1795 pendant l'invasion de Pichegru et voyage en Allemagne puis, à Londres (1800) où il donne des leçons de littérature comparée. De retour en Hollande en 1806, Louis Bonaparte le choisit comme professeur de néerlandais et le nomme à l'Institut de Hollande.

## Postérité
L'importance durable de Bilderdijk pour la culture néerlandaise résulte principalement de son travail pendant la période où il était professeur (Privat-docent) d'histoire néerlandaise à Leyde (1817-1827). C'est là qu'il rassembla autour de lui un groupe de jeunes gens qui devinrent plus tard importants dans le Réveil, un mouvement de renaissance dans le protestantisme qui s'est déployé internationalement et a atteint les Pays-Bas au début du XIXe siècle. Bilderdijk peut être considéré comme le père spirituel du Réveil néerlandais. Parmi les personnes qui ont suivi ses cours, on compte, entre autres : Isaäc da Costa, Abraham Capadose, Willem van Hogendorp, Dirk van Hogendorp, Willem de Clercq et Guillaume Groen van Prinsterer. Au travers des idées et des activités de ces personnes, Bilderdijk a marqué la vie spirituelle du XIXe siècle. Ce groupe a notamment ébranlé la domination du libéralisme théologique aux Pays-Bas et ouvert la voie à de nouveaux développements, ecclésiaux, missionnaires et diaconaux au sein du protestantisme néerlandais. 

## Source
Cet article comprend des extraits du Dictionnaire Bouillet. Il est possible de supprimer cette indication, si le texte reflète le savoir actuel sur ce thème, si les sources sont citées, s'il satisfait aux exigences linguistiques actuelles et s'il ne contient pas de propos qui vont à l'encontre des règles de neutralité de Wikipédia.